# 1940年ミラノ・トリエンナーレ
第7回ミラノ・トリエンナーレ (VII Triennal of Milan) は、1940年4月6日から6月9日までイタリアのミラノで開催されたトリエンナーレであり、博覧会国際事務局から認定された国際博覧会（特別博）である。テーマは「Decorative industrial and modern Arts and modern architecture」。